# Ryt dominikański

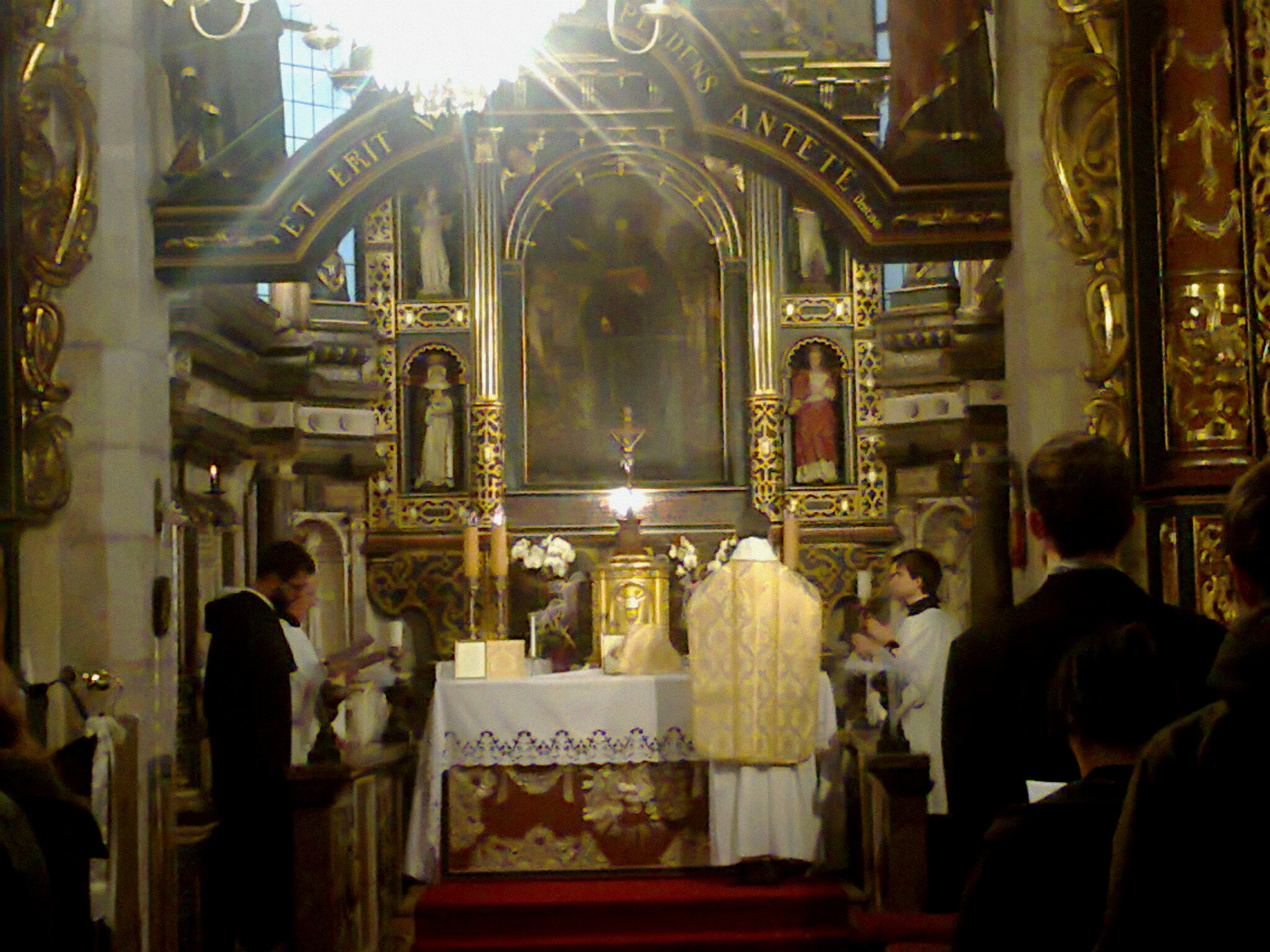
Msza Św. w rycie dominikańskim w Kościółku św. Idziego w Krakowie

Ryt dominikański – katolicki ryt Mszy Świętej, właściwy zakonowi dominikanów. Obecnie w tradycyjnym rycie dominikańskim celebrują niektórzy dominikanie, członkowie Bractwa Świętego Wincentego Ferrera (w pełnej jedności ze Stolicą Apostolską) oraz dominikanie związani z Bractwem Świętego Piusa X. Posiada częściowo odrębny układ liturgii w porównaniu z klasycznym rytem rzymskim, np. spowiedź powszechna wiernych odbywa się tam w trakcie Komunii św. celebransa, tuż przed komunią wiernych, a nie na początku liturgii, jak w rycie rzymskim.